# USA Perpignan
Union Sportive des Arlequins Perpignanais (USAP, katal. Unió Esportiva dels Arlequins de Perpinyà) – francuski klub rugby union z położonego w regionie Roussillon (Katalonia Północna) miasta Perpignan. Obecnie występuje w najwyższej klasie rozgrywkowej - Top 14.
Klub założono w 1902 roku jako AS Perpignan. 17 lat później przemianowano go na US Perpignan, a w roku 1933 przyjął ostatecznie swoją obecną nazwę. USAP siedmiokrotnie sięgał po tytuł mistrza Francji, po raz ostatni w 2009 roku.
Swoje mecze drużyna rozgrywa na stadionie Aimé Girala, który pomieścić może około 13 tys. widzów. Barwy klubu to zaczerpnięte z katalońskiej flagi czerwony i żółty (katal. Sang i Or, Krew i Złoto).

## Osiągnięcia
- Mistrzostwa Francji

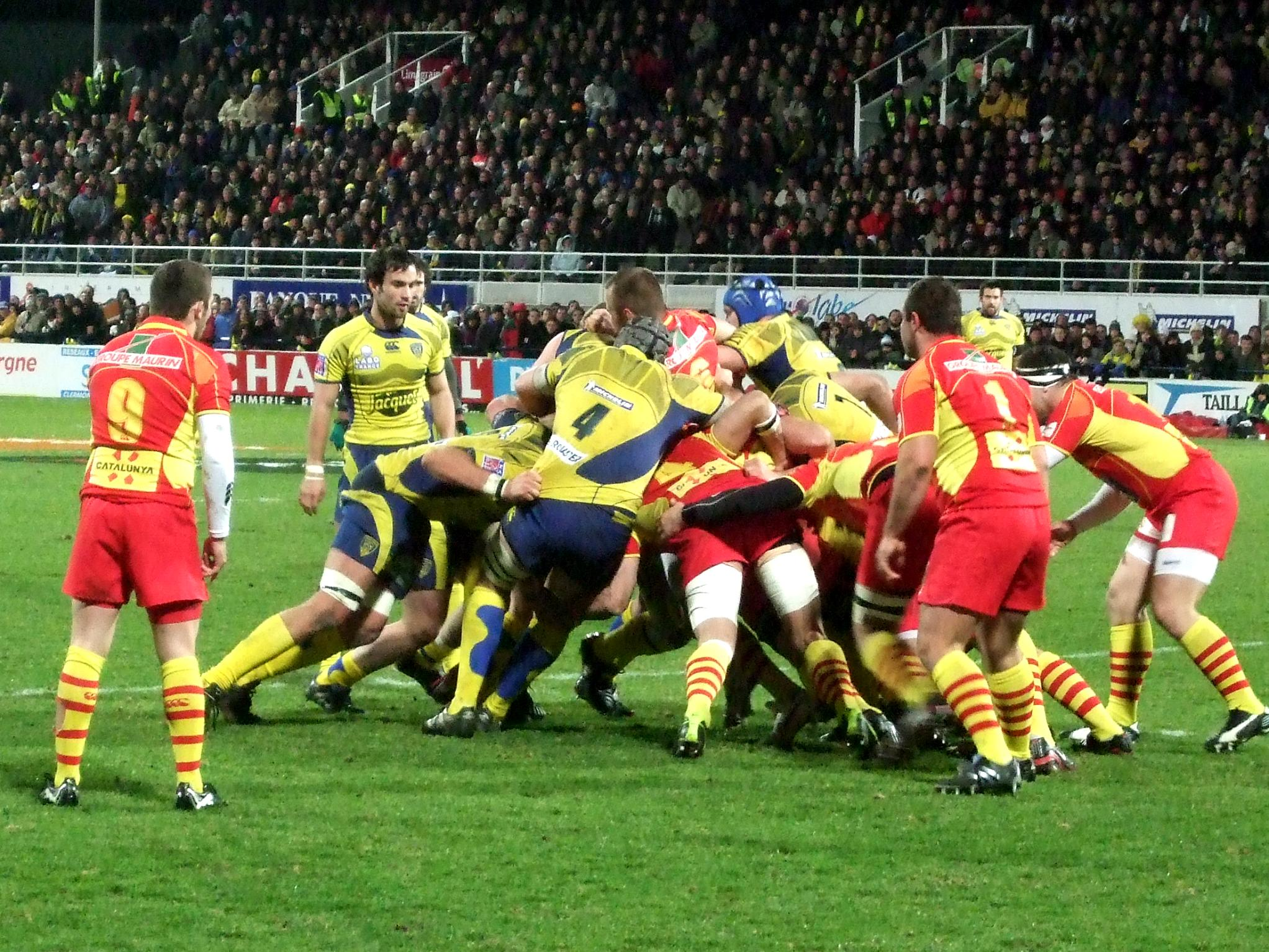
Maul w meczu USAP i ASM Clermont

  - Zwycięzca (7): 1914, 1921, 1925, 1938, 1944, 1955, 2009
  - Finalista (9): 1924, 1926, 1935, 1939, 1952, 1977, 1998, 2004, 2010
- Challenge Yves du Manoir
  - Zwycięzca (3): 1935, 1955, 1994
  - Finalista (5): 1936, 1937, 1938, 1956, 1965
- Puchar Heinekena
  - Finalista: 2003